# Zampo y yo
Zampo y yo es una película española musical de 1966 dirigida por Luis Lucia Mingarro y protagonizada por Ana Belén y Fernando Rey.

## Argumento
Ana Belén es una niña bien del Madrid de los años 60. Huérfana de madre, su padre Carlos (Luis Dávila) no le presta demasiada atención debido a sus negocios, por lo que un día Ana Belén decide irse a ver una función de circo. Allí conoce a un niño, Manolo (Humberto Sempere), y al veterano payaso Zampo (Fernando Rey), que se harán muy buenos amigos suyos. Sin embargo, su padre piensa que los payasos no son más que hombres inútiles y fracasados, por lo que prohibirá a Ana que vaya al circo, aunque ella no le hace caso...

## Reparto completo
- Ana Belén como Ana Belén
- Luis Dávila como Carlos, padre de Ana Belén
- Humberto Sempere como Manolo, el chico
- Emiliano Redondo como El payaso loco
- Montserrat Julió como Clara, la doncella
- Julio Goróstegui como Juez 1
- Aníbal Vela hijo como Juez 2
- Antonio Moreno como Juez 3
- Pedro Fenollar como Fiscal 1
- Miguel Narros como Fiscal 2
- Paco Serrano como Fiscal 3
- Francisco Ramírez como Beto
- Manuel Guitián como Mago
- Mercedes Bohorques como Trapecista
- Rafael Alcántara como Domador
- Los Shakers como La orquesta del tejado
- Cecilia Villarreal como Srta. Casilda
- Ángel Menéndez  como Los de la oficina
- Lorenzo Robledo como Los de la oficina
- Santiago Rivero como Los de la oficina
- Ana Carvajal como Chica del coche
- Fernando Rey como Luis 'Zampo' (aparece en los créditos finales)

## Curiosidades
- Fue un fracaso total en su momento, pero ha tenido éxito televisivo posteriormente al ser el primer trabajo de Ana Belén, entonces con trece años.
- En esta película fue donde le pusieron a María del Pilar Cuesta Acosta el nombre artístico de "Ana Belén", que en un principio iba a ser "María José".

## Premios
Medallas del Círculo de Escritores Cinematográficos
| Categoría   | Candidato                                                | Resultado |
| ----------- | -------------------------------------------------------- | --------- |
| Mejor guion | Luis Lucia Leonardo Martín Joaquín Parejo Díaz Raúl Peña | Ganadores |